# مهاری‌زوشی

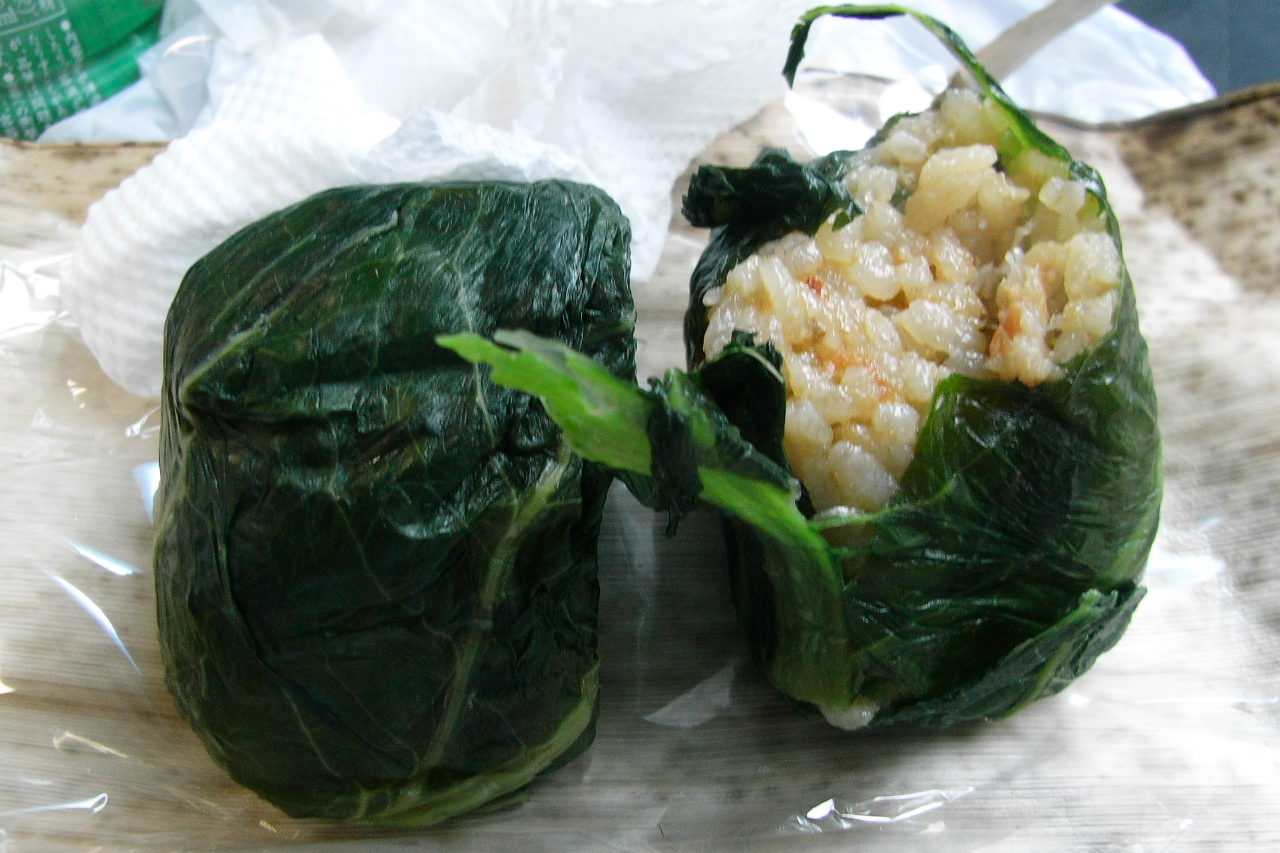
مهاری‌زوشی

مِهاری‌زوشی (به ژاپنی: めはり寿司  Mehari-zushi)، یکی از انواع سوشی و خوراک سنتی بخش جنوبی استان واکایاما و استان میه در ژاپن است. در اصل نوعی اوبنتو (غذای همراه) بوده‌است. در این نوع سوشی برنج با برگ تاکانا پیچیده می‌شود.

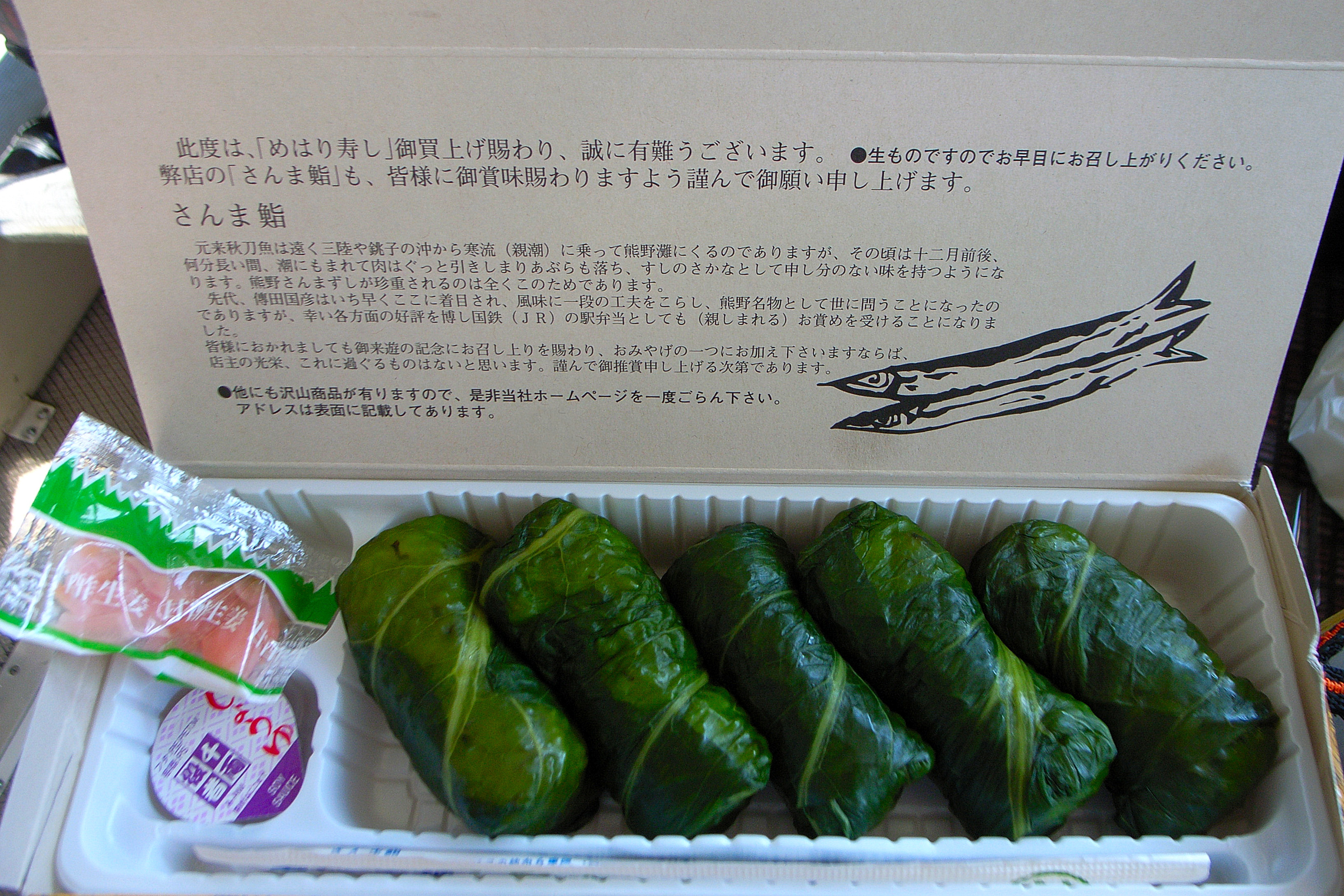
مهاری‌زوشی